# Gl. Kongevejkredsen
Gl. Kongevejkredsen var i 1920-2006 en opstillingskreds i Vestre Storkreds. Kredsen blev nedlagt i 2007. Området indgår herefter som en del af Falkonerkredsen.
Den 8. februar 2005 var der 16.128 stemmeberettigede vælgere i kredsen.
Kredsen rummede i 2005 flg. kommuner og valgsteder::
1. Frederiksberg Kommune
  1. Kreds, Vest
    1. Kreds, Øst